# Ramatroban
Ramatroban (INN) (còn được gọi là BAY u3405)  là một chất đối vận thụ thể thromboxane.
Nó cũng là một chất đối kháng thụ thể DP2.
Nó được chỉ định để điều trị bệnh động mạch vành. Nó cũng đã được sử dụng để điều trị hen suyễn.
Nó được phát triển bởi công ty dược phẩm Đức Bayer AG và được đồng sản xuất tại Nhật Bản bởi Công ty TNHH Bayer Yakuhin sau đó được tiếp thì bởi Kyorin Pharmaceutical và Nippon Shinyaku dưới tên thương mại Baynas.